# Gonaxia tasmanica
Gonaxia tasmanica är en nässeldjursart som beskrevs av Watson och Vervoort 200. Gonaxia tasmanica ingår i släktet Gonaxia och familjen Sertulariidae. Inga underarter finns listade i Catalogue of Life.